# Yoshihiro Takayama
Yoshihiro Takayama (jap. 高山 善廣 Takayama Yoshihiro; ur. 19 września 1966 w tokijskiej dzielnicy Sumida) – japoński wrestler i zawodnik mieszanych sztuk walk, okazjonalnie aktor. Jest jednym z trzech zawodników (obok Kensuke Sasaki i Keiji Muto), którzy byli posiadaczami trzech głównych mistrzostw w japońskim puroresu: IWGP Heavyweight Championship (New Japan Pro Wrestling), Triple Crown Heavyweight Championship (All Japan Pro Wrestling) i GHC Heavyweight Championship (Pro Wrestling Noah). W 2003 utrzymywał równocześnie dwa mistrzostwa w tej samej federacji: IWGP Heavyweight Championship i NWF Heavyweight Championship. Jest również uważany za jednego z najtwardszych zawodowych zapaśników i zawodników mieszanych sztuk walk. Międzynarodową sławę zyskał po walce w formule mieszanych sztuk walk z amerykańskim zawodnikiem Donem Frye’m na gali PRIDE 21.

## Kariera

### Początki kariery oraz All Japan Pro Wrestling (1992–2000)
W przeszłości był rugbystą, kendoką i ratownikiem wodnym. Na początku lat 90. zadebiutował w shoot-wrestlingu (walki nieskryptowane scenariuszem, oparte o zasady wolnoamerykanki) w federacji Union of Wrestling Forces International (UWFI). Od 1995 walczył dla New Japan Pro Wrestling (NJPW) i WAR, gdzie wraz z Yoji Anjo i Kenichi Yamamoto uformowali stajnię Golden Cups. Stajnia ta prowadziła rywalizację z drużyną Ookami Gundan, często parodiując Junji Hiratę jako drużyna 200% Machines. Później stajnia odgrywała rolę popowego boysbandu wydając album muzyczny w 1996 roku (patrz: Yoshihiro Takayama#Inne media).
Do All Japan Pro Wrestling trafił w 1997. Prowadził tam rywalizację z Toshiaki Kawadą oraz występował w stajni Triangle of Power u boku Masahito Kahikary i Gary’ego Albrighta. W 1999 został stałym zawodnikiem All Japan Pro Wrestling, tam też zdobył swój pierwszy tytuł mistrzowski (All Asia Tag Team Championship).

### Różne federacje wrestlingu i uraz rdzenia kręgowego (2000–2017)
W 2000 przeszedł do federacji Pro Wrestling Noah (NOAH), gdzie zdobył kilka tytułów i wygrywał turnieje puroresu. W 2003 i 2004 wystąpił w ważnym turnieju G1 Climax, jednak nie osiągnął dużego wyniku. Później od 2004 występował w tag teamie z Minoru Suzuki, z którym sięgnął po tytuł IWGP Tag Team Championship, a w marcu 2009 pokonał Great Mutę zdobywając Triple Crown Heavyweight Championship. Od 2010 występował w New Japan Pro Wrestling i Pro-Wrestling Noah. W 2016 przeszedł do DDT Pro-Wrestling, w której występował aż do wypadku w maju 2017.
W dniu 4 maja 2017 uległ poważnemu wypadkowi wykonując manewr sunset flip na Yasu Urano. Takayama został przewieziony do szpitala, gdzie zdiagnozowano u niego „uraz rdzenia kręgowego szyjnego spowodowany zwyrodnieniową spondylozą szyjną”. Na początku sierpnia doniesiono, że kontuzja spowodowała paraliż Takayamy od szyi w dół, kończąc tym samym jego karierę we wrestlingu. Sytuacja Takayamy została podana do wiadomości publicznej na początku września, kiedy ogłoszono, że zawodnik może samodzielnie oddychać, przy czym nadal pozostaje sparaliżowany od ramion w dół i nic nie wskazuje na to, że wyzdrowieje. Federacja DDT i bliski przyjaciel Takayamy – Minoru Suzuki, ogłosili utworzenie fundacji o nazwie „Takayamania”, mającej pomóc zawodnikowi i jego rodzinie w pokryciu kosztów leczenia. Różne promocje wrestlingu w Japonii uruchomiły zbiórki darowizn dla fundacji podczas własnych gal i wydarzeń związanych z wrestlingiem.

### Mieszane sztuki walki i ich bilans
W mieszanych sztukach walki (MMA) zadebiutował podczas gali Pride 14: Clash of the Titans, która odbyła się 27 maja 2001 w Yokohamie. Sławę w MMA przyniosła mu natomiast walka z Donem Frye’m podczas gali Pride 21: Demolition. Walka ta uchodzi wśród fanów za klasyczną i jedną z najbrutalniejszych, ze względu na jej oryginalny przebieg. Po gongu rozpoczynającym starcie, obaj zawodnicy przyjęli identyczną, agresywną strategię, podobną do walk hokeistów, zamieniając starcie w brutalną bijatykę – okładając się jedną ręką po twarzach, a drugą zaś ręką przytrzymując się wzajemnie za głowę. Ostatnią walkę w MMA stoczył w 2013 roku, choć starcie z Hikaru Sato dyskutowane jest jako walka na zasadach wrestlingu.
| Wynik     | Rekord | Przeciwnik      | Metoda                                 | Gala                                 | Data            | Runda | Czas | Miejsce           | Uwagi                                  |
| --------- | ------ | --------------- | -------------------------------------- | ------------------------------------ | --------------- | ----- | ---- | ----------------- | -------------------------------------- |
| Wygrana   | 1-4    | Hikaru Sato     | KO (slam)                              | U-Spirits Again                      | 9 marca 2013    | 1     | 4:26 | Tokio, Japonia    | Określana walką na zasadach wrestlingu |
| Przegrana | 0-4    | Bob Sapp        | Submission (dźwignia na staw łokciowy) | Inoki Bom-Ba-Ye 2002 – K-1 vs. Inoki | 31 grudnia 2002 | 1     | 2:16 | Saitama, Japonia  |                                        |
| Przegrana | 0-3    | Don Frye        | TKO (ciosy pięśćmi)                    | PRIDE 21: Demolition                 | 23 czerwca 2002 | 1     | 6:10 | Saitama, Japonia  |                                        |
| Przegrana | 0-2    | Semmy Schilt    | KO (ciosy pięśćmi)                     | PRIDE 18: Cold Fury 2                | 23 grudnia 2001 | 1     | 3:09 | Fukuoka, Japonia  |                                        |
| Przegrana | 0-1    | Kazuyuki Fujita | Poddanie (duszenie trójkątne)          | PRIDE 14: Clash of the Titans        | 27 maja 2001    | 2     | 3:10 | Yokohama, Japonia |                                        |

### Inne media
Oprócz sportów walki, Takayama sporadycznie zajmował się muzyką i aktorstwem. W 1996 jako część wrestlingowej stajni Golden Cups brał udział w nagraniach albumu muzycznego pt. Golden Cups Present… Oh Taco, zawierającym motywy wejściowe trzech wrestlerów wraz z kilkoma coverami i oryginalnymi piosenkami. W 2009 roku Takayama pojawił się z Rikim Choshu w teledysku do wersji „Love Machine” King RIKI’ego z okazji dziesiątej rocznicy od wydania tego utworu, odgrywając jednego z wrestlerów federacji HUSTLE otaczających King RIKI’ego. Oprócz tego występował w japońskich filmach akcji, a w 2016 pojawił się w roli cameo w amerykańskim filmie historycznym pt. Milczenie.

#### Filmografia
| Rok  | Tytuł                               | Rola                   | Uwagi |
| ---- | ----------------------------------- | ---------------------- | ----- |
| 2002 | Muscle Heat                         | Zapaśnik w Muscle Dome |       |
| 2002 | Saint Seiya: The Hades Chapter      | Canis Major Sirius     | głos  |
| 2004 | The Calamari Wrestler / Ika resuraa | On sam                 | cameo |
| 2005 | Nagurimono                          | Tetsufu                |       |
| 2005 | Cromartie High – The Movie          | Yutaka Takenouchi      |       |
| 2005 | Crusher Kazuyoshi                   | On sam/Takayama        |       |
| 2014 | Tokyo Tribe                         | Ochroniarz             |       |
| 2016 | Milczenie                           | Olbrzymi mężczyzna     |       |

### Tytuły i osiągnięcia
- All Japan Pro Wrestling
  - All Asia Tag Team Championship (1 raz) – z Takao Omori
  - Triple Crown Heavyweight Championship (1 raz)
  - World Tag Team Championship (1 raz) – z Takao Omori
- Chō Hanabi Puroresu
  - Bakuha-ō Championship (1 raz)
- DDT Pro-Wrestling
  - KO-D Tag Team Championship (1 raz) – z Danshoku Dino
- New Japan Pro Wrestling
  - IWGP Heavyweight Championship (1 raz)
  - IWGP Tag Team Championship (1 raz) – z Minoru Suzuki
  - NWF Heavyweight Championship (1 raz)
- Nikkan Sports
  - Walka roku (2007) z Kentą Kobashi vs. Mitsuharu Misawa i Jun Akiyama 2 grudnia 2007
  - Wrestler roku (2003)
- Pro Wrestling Illustrated
  - Sklasyfikowany na 27. miejscu z 500 wrestlerów w rankingu PWI 500 w 2002 roku
- Pro Wrestling Noah
  - GHC Heavyweight Championship (1 raz)
  - GHC Tag Team Championship (2 razy) – z Takao Omori (1 raz) i Takuma Sano (1 raz)
  - Zwycięzca 2 Days Tag Tournament (2011) z Kentą
  - Zwycięzca Global League (2010)
  - Zwycięzca Global Tag League (2010) – z Takuma Sano
  - Zwycięzca Global Tag League (2013) – z Kentą
  - Global Tag League Fighting Spirit Award (2014) – z Kentą
- Pro Wrestling Zero1
  - NWA Intercontinental Tag Team Championship (1 raz) – z Kohei Sato
- Tenryu Project
  - Tenryu Project Six-Man Tag Team Championship (1 raz) – z Tatsutoshi Goto i Daisuke Sekimoto
  - Mizuchi-R (2014) – z Ryuichi Kawakami
- Tokyo Sports
  - Najlepszy tag team (Best Tag Team Award; 2004) z Minoru Suzuki
  - Walka roku (Match of the Year Award; 2002) vs. Yuji Nagata
  - Walka roku (Match of the Year Award; 2007) z Kentą Kobashi vs. Jun Akiyama i Mitsuharu Misawa
  - Nagroda MVP (MVP Award; 2003)
  - Nagroda za wybitny występ (Outstanding Performance Award; 2002)
- Wrestle Association "R"
  - WAR World Six-Man Tag Team Championship (1 raz) – z Yoji Anjo & Kenichi Yamamoto
- Wrestling Observer Newsletter
  - Najlepszy brawler (Best Brawler; 2002)
  - Walka roku (Fight of the Year; 2002) vs. Don Frye